# 발로브역
발로브역(Gare de Vallorbe)은 파리와 로잔을 잇는 떼제베 리리아 노선의 스위스와 프랑스 국경에 있는 역이다. 쥐라산맥 중 하나인 몽드르를 터널링하는 터널의 남동쪽 입구에 있다. 역은 스위스 보주에 있는 발로브 시정촌을 담당한다.
1915년에 개업한 역은 역사적인 프랑스 디종-발로르브 노선의 남동쪽 종점이며, 역사적인 스위스 심플론선(발로브-도모도솔라)의 북서쪽 종점이다. 또한 매시간 운행되는 교외 기차 S2의 종착역이기도 하며, 로잔과 팔레지유까지 간다. 마지막으로, 발레드주(Vallée de Joux)의 남서쪽 끝으로 가는 짧은 노선의 교차점이기도 하다. 또한 시간당 빈도로 운행되며 르 퐁과 르 브라쉬 사이의 역사적인 슈만 드 페르퐁-브라쉬에 연결된다. 현재 트라비스(travys)가 소유하고 있다. (교통 발레드주 – 이베르동레벵 - 생크로와). 발로브와 르 브라쉬 사이의 노선은 스위스 연방 철도에서 운영한다. 기차역(발로브와 르퐁 사이의 노선도 포함)은 스위스 연방 철도가 소유 및 운영한다. 이들은 모두 통합 모빌리스 (보주) 요금 네트워크의 일부이다.
국가적으로 중요한 스위스 문화유산 (클래스 A)으로 지정되어 있다.

## 역사
스위스 남부의 심플론 터널 프로젝트가 구체화되면서 스위스의 다른 지역에서 철도로 접근하는 것과 관련해 논란이 일었다. 제네바를 통해 제안된 포실(Faucille) 프로젝트는 발로브를 통해 몽드르 터널 프로젝트로 바뀌었다.
1870년에 모르제-부시니-이베르동 철도(1855년 개통)의 교차점인 다이영(Daillens)에서 출발하는 스위스 철도 노선이 발로브의 국경에 도달했다. 프랑스에서는 계획된 연결 노선이 1875년 발로브 근처의 퐁타를리에까지 완성되었다. 1886년 10월 31일 쥐라-심플론 철도(JS)가 발로브와 르 퐁 사이의 노선을 개통했다. 발레드주로 이어지는 슈만 드 페르퐁-브라쉬는 1886년(르 퐁)과 1899년(르 브라쉬) 사이에 건설되었다.
심플론 터널이 개통된 지 9년 후인 1915년, 발로브역을 포함한 직행 프라슨느 – 로잔 노선이 몽드르를 뚫어서 함께 개통되었다. 1908년에 두 배의 선로가 완공되었고 1925년에 전철화되었다. 1984년 이후로 역에는 떼제베 열차도 운행되었다.
전성기에는 역의 직원이 250명에 달했지만, 오늘날에는 더 이상 그렇지 않다. 역에 영향을 미치는 계획은 지방 자치 단체, 보주 및 스위스 연방 철도 간에 논의 중이다.

## 위치
역은 마을의 북서쪽 가장자리에 있다. 역설적으로 프랑스에서 출발하는 남행 열차는 남서 방향에서 역에 접근하고 로잔에서 출발하는 북행 열차는 북동쪽에서 접근한다.

## 시설
발로브역에는 3개의 플랫폼이 있다. 프랑스-스위스 국경역으로 전화선이 있어 전화 시스템의 단절을 이룬다. 스테이션의 가공선은 한 시스템에서 다른 시스템으로 전환될 수 있다. 역에는 화물 운송을 위한 광범위한 시설과 기관차 정거장이 갖춰져 있었다.

## 운행편
2020년 12월 시간표 변경에 따라 발로브에서 다음 서비스가 정차한다.
- 떼제베 리리아 : 파리-리옹과 로잔 사이를 하루에 세 번 운행한다.
- TER 부르고뉴-프랑슈-콩테 : 하루에 4대의 러시아워 열차가 프라슨느까지 운행하며, 1대의 열차는 퐁타를리에까지 운행한다.
- RER 보 :
  - S2: 에이글까지 매시간 운행 에이글에서 생모리스.
  - S22 : 발로브 경유르 브라간 러시아워 서비스
- 트라비스 : 르 브라쉬까지 매시간 운행.

## 같이 보기
- 스위스의 철도